# Henri Junior Ndong
Henri Junior Ndong Ngaleu (Bitam, 23 de agosto de 1992) é um futebolista profissional gabonense que atua como defensor, atualmente defende o AJ Auxerre.

## Carreira
Henri Junior Ndong fez parte do elenco da Seleção Gabonense de Futebol da Olimpíadas de 2012.